# Hospital General de Agudos Dr. Enrique Tornú
El Hospital General de Agudos Dr. Enrique Tornú es un hospital público de la ciudad de Buenos Aires, Argentina.

## Historia
El 8 de octubre de 1904 se inaugura el Sanatorio Dr. Enrique Tornú, primero en la Ciudad de Buenos Aires para la internación de pacientes con tuberculosis y en 1905, se habilita al servicio público.
Tenía dos pabellones con 100 camas para hombres, unidos por su parte central y comunicados por pasadizos cubiertos, y un edificio para la administración y otros servicios, donde el ingeniero Carlos Thays diseñó un parque en su interior con el fin de ayudar a la recuperación de las personas afectadas por tuberculosis.
En 1912 se construyen dos pabellones para mujeres, elevando a un total de 224 camas. En 1925 se inaugura el Pabellón de Maternidad y Lactantes para enfermas tuberculosas, el primero y único en el país.
En 1926 se remodelan los pabellones y se los hace de 2 plantas y se construye el denominado “Provincias”. En 1934, se construye el Centro de Investigaciones Tisiológicas (CITI), donde hoy funciona el Instituto de Investigaciones Médicas “Alfredo Lanari”.
El nombre del hospital cambió varias veces y a partir de mediados de la década de 1980 pasa a ser un hospital polivalente, designándosele con el nombre actual de Hospital General de Agudos Enrique Tornú,en reconocimiento al trabajo que el médico Enrique Tornú realizó en la lucha contra la tuberculosis.